# 왕예 (후한)
왕예(王叡, ? ~ 189년 혹은 190년)는 중국 후한 말의 정치인이다. 자는 통요(通耀)이며 서주 낭야국 임기현(臨沂縣) 사람이다. 형주자사로서 반동탁 연합군에 가담했는데 장사태수 손견에게 개인적 원한으로 인해 살해당했다.

## 사적[2]
형주자사를 지냈다.
장사태수 손견과 함께 영릉군과 계양군의 도적을 토벌하였는데, 손견이 무관이라는 이유로 자못 무례하게 대하였다.
훗날 왕예는 거병하여 동탁을 치고자 하였는데, 무릉태수 조인과 사이가 좋지 않았기 때문에 응당 그를 먼저 죽여야 한다고 공공연히 말하고 다녔다. 이 사실을 안 조인은 두려워하여 광록대부(光祿大夫) 온의(溫毅)의 이름으로 왕예의 죄를 성토하는 격문을 날조하여 손견에게 전달하였고, 격문을 받은 손견은 병사를 이끌고 왕예를 습격하였다. 왕예는 손견의 병사가 왔다는 소식을 듣고 누각에 올라 이를 바라보며 손견에게 원하는 바가 무엇인지 물어보았다. 손견이 답하였다.
| “ | 병사들이 오래도록 싸워 수고하였으나 얻은 상은 의복을 짓기에도 부족하니, 사군께 다시 청하는 것일 뿐입니다. | ” |

왕예가 말하였다.
| “ | 자사가 어찌 아끼는 바가 있겠습니까? 당장 곳간을 열어 직접 안을 살펴보아 남긴 바가 있는지 보십시오. | ” |

그러나 병사들은 누각 아래까지 모였고, 왕예는 놀라 손견에게 말하였다.
| “ | 병사들은 상을 구하는 것인데, 손 사군은 어찌 그 안에 계십니까? | ” |

| “ | 사자의 격문을 받아 당신을 죽이려 합니다. | ” |

| “ | 내게 무슨 죄가 있단 말입니까? | ” |

| “ | 자리에 앉아만 있어 아는 바가 없는 것입니다. | ” |

왕예는 입장이 매우 곤궁해져, 스스로 금을 깎아 마시고 죽었다.

## 가계
- 조카 : 왕상[1]